# دروازه کشمیری (لاهور)
دروازه کشمیری (پنجابی: کشمیری بُوها، ت. «Kaśmīrī Būhā» ; اردو: کشمیری دروازه‎، ت. «Kaśmīrī Darwāzāh») یکی از سیزده دروازه شهر محصور لاهور در لاهور، ایالت پنجاب، پاکستان است. این دروازه به خاطر اینکه رو به کشمیر قرار دارد به این نام خوانده می‌شود.
دروازه کشمیری یکی از سیزده دروازه شهر است که از همه طرف شهر لاهور را در دسترس قرار می‌دادند. همه آنها در اصل در دوران اکبر، امپراتور مغول (۱۵۵۶–۱۶۰۵) برای حفاظت از شهر و تنظیم تردد ورودی و خروجی ساخته شدند.
بعد از ورود به دروازه کشمیری، یک منطقه خرید و بازار وجود دارد که «بازار کشمیری» نامیده می‌شود و به خاطر ارائه لباس‌های رسمی زنانه ارزان‌قیمت، دوپَتا، لباس و کفش معروف است. یک کالج دخترانه در کنار بازار کشمیری در حویلی گایان سینگ که حویلی آصف جاه نیز نامیده می‌شود، نمونه‌ای زیبا از معماری مغول است.

## پروژه حفظ و نگهداری دروازه کشمیری
رسانه‌های خبری پاکستان گزارش داده بودند که مسئولان امور شهر محصور لاهور، در ماه اکتبر ۲۰۲۴ پروژه حفاظت و بازسازی دروازه کشمیری را به پایان رساندند. از لحاظ تاریخی بازگانان و تاجرانی که از کشمیر می‌آمدند از این دروازه وارد لاهور می‌شدند.